# Абрамцева, Наталья Корнельевна
Наталья Корнельевна Абрамцева (17 августа 1954 года, Москва — 6 февраля 1995 года, там же) — советская, российская детская писательница.

## Биография
Наталья Абрамцева родилась в семье военного Корнелия Корнельевича Абрамцева (впоследствии известного писателя-драматурга) и учительницы русского языка и литературы Людмилы Николаевны. Вскоре отец был откомандирован на Украину в маленький городок Белокоровичи, где будущая писательница прожила с родителями два года. Вследствие перенесённого в раннем детстве заболевания спинного мозга она была прикована к постели. Несмотря на физический недуг, Наталья жила насыщенной жизнью: много читала, причём не только по-русски, но и по-английски, и по-испански, писала рассказы, очерки. Но главным делом писательницы стало сочинение сказок. Тот факт, что писательница прожила 40 лет, считается в медицине уникальным и труднообъяснимым.
Всего Наталья Абрамцева написала около 120 сказок и рассказов для детей и взрослых, 12 театральных пьес. Они переведены на многие иностранные языки; их ставят как пьесы и мюзиклы в театрах России, ближнего и дальнего зарубежья; произведения легли в основу сценариев мультфильмов. Отдельными изданиями вышли сборники «Сказки для добрых сердец», «Радуга в сочельник», «Рождественские грёзы», «Чудеса да и только», «Что такое зима», «С кем разговаривают собаки». Перу Натальи Абрамцевой принадлежат несколько сценариев телепередачи «Спокойной ночи, малыши!»
В 1978 г. была опубликована сказка ,«Ласточка», и с неё начинается триумфальное шествие её сказок.
В 1984 г. она одновременно становится лауреатом премии года журнала ,«Огонёк» и ,«Советская женщина». В 90-е гг. произведения писательницы обретают широкую международную известность.
В 1985 году выходит её первая книга  "Сказка о весёлой пчеле", в 1988 – сборник "Что такое зима", в 1990 – сборник "День рождения", в 1992 – отрывной календарь для женщин со сказками писательницы.
С 1978 года регулярно публиковались в газетах «Вечерняя Москва», «Сударушка», журналах «Работница», «Познайка», «Лиза», «Фома» и многих других.
В 1990 году была принята в Союз писателей СССР. Умерла 6 февраля 1995 года, похоронена на Ваганьковском кладбище.